# 기술 소통
기술 소통(technical communication)은 쓰기, 연설 및 특정한 청중을 대상으로한 다른 매체를 통한 기술 정보가 전달되는 프로세스이다. 정보는 목표로하는 청중이 정보를 바탕으로 행동을 실행하거나, 결정을 내릴 수 있게 할 경우에 유용하다. (Johnson-Sheehan 7) 기술 커뮤니케이터는 종종 종이, 영상 및 인터넷을 포함한 각종 매체를 위한 딜리버러블스(Deliverables) 제품을 창조하기 위해서 창조하기 위하여 협동적으로 작동된다. 딜리버러블스(Deliverables)는 온라인 도움말, 사용자 매뉴얼, 기술 매뉴얼, 정부발행백서(White papers), 시방서, 프로세스 그리고 절차 설명서, 참고 카드, 데이터시트, 신문 기사, 특허, 훈련, 사업용 서류 및 기술적인 보고를 포함한다.
기술 영역은 소프트 & 하드 과학, 컴퓨터와소프트웨어를 포함한 첨단 기술, 가전제품 그리고 비즈니스 프로세스와 사례들을 포함하는 어떤 종류의 것이라도 될 수 있다.
기술 소통은 다음의 것을 포함한다.
- 기술 작성자(Technical writer)
- 기술 편집자(Technical editor)
- 기술 삽화가(Technical illustrator)
- 정보 설계사(Information architect)
- 사용성 전문가(Usability expert)
- 사용자 인터페이스 디자이너(User interface designer)
- 사용자 경험 디자이너(User experience designer)
- 기술 트레이너(Technical trainer)
- 기술 번역가(Technical translator)
- 작성자(API_Writer API)

## 역사
기술 소통의 기원은 고대 그리스, 르네상스 및 20 세기 중세에 걸쳐 다양하게 나타나지고 있다. 그러나, 군사, 제조업, 전자 및 우주 산업의 기술 기반 문서를 작성하기위한 필요에 의해서 성장한 첫 번째 세계대전에서부터 시작된 전문적인 분야에서 분명한 경향이 나타난다. 1953년에는, 기술 소통의 사례를 향상시키는 것을 고려하는 기술 작성자 사회와 기술작성자와 편집자연합이라는 두 조직이 미국동부에 설립되었다. 이 두개조직은 1957년에 합병되어, 현 기술 소통을 위한 사회의 절차(STC)인 기술 작성자와 편집자의 사회라는 단체(the Society of Technical Writers and Editors)를 형성하게 된다.

## 콘텐트 생성
기술 소통은 때때로 회사의 커뮤니케이션을 위하여 조직 또는 전문 직원을 채용하는 것을 고려하거나 그들의 필요성을 외부로부터 조달하기 위한 전문적 과업을 고려한다. 예를 들면, 전문 작성자는 사용자 매뉴얼을 만들어내기 위하여 회사와 일할 것이다. 다른 시간에는, 동료와 클라이언트를위한 기술정보를 전달하기 위한 일을 하는데, 이것은 일일단위로 지급하는 기술전문가들의 책임으로 기술 소통이 간주된다. 예를 들면, 컴퓨터 과학자는 동료 프로그래머나 클라이언트에서 소프트웨어 문서를 제공하기 위하여 필요할 수도 있다.
기술 소통에서 정보를 개할하는 프로세스는 고객의 성격과 정보에 대한 요구사항을 명확하게 식별하는 것에서 시작된다. 거기서부터 기술 커뮤니케이터가가자세한 개발의 가이트가 될 수 있는 프레임워크에 대한 콘텐트를 연구하고 구조화한다. 정보 상품이 생성될때, 무엇보다 중요한 목표는 목표로하는 청중이 명확하게 이해할 수 있는 컨텐트를 보장하는지, 청중이 원하는 가장 적절한 포맷으로 정보를 전달하는가이다. "작성 프로세스"로 알려진 이프로세스는 1970년대 이래로 작성이론의 중심 초점이 되고 있다. 그리고 몇몇 현대 문학 작가들은 기술 소통을 적용해오고 있다.
기술 소통은 정확하고 전문적으로 되는 것을 목적을 중점에 두고 설계하는 것이 중요하다. 이러한 리포트는 간결한 방식으로 매우 의미를 명확하게 하는 구체적인 정보를 제공한다.
기술 쓰기 프로세스틑 5단계로 나눌 수 있다.
1. 목적과 청중 결정
2. 정보 수집
3. 정보 분류와 서술
4. 초고쓰기
5. 변경과 편집

## 같이 보기
- 테크니컬 라이팅